# Mikalai Sharlap
Mikalai Vasilievich Sharlap –en bielorruso, Мікалай Васілевіч Шарлап– (Maguilov, 30 de marzo de 1994) es un deportista bielorruso que compitió en remo. Ganó dos medallas en el Campeonato Europeo de Remo, en los años 2015 y 2016.

## Palmarés internacional
| Campeonato Mundial | Campeonato Mundial     | Campeonato Mundial | Campeonato Mundial |
| Año                | Lugar                  | Medalla            | Prueba             |
| ------------------ | ---------------------- | ------------------ | ------------------ |
| 2015               | Poznań (Polonia)       | Medalla de bronce  | Cuatro sin timonel |
| 2016               | Brandeburgo (Alemania) | Medalla de plata   | Cuatro sin timonel |